# Pénzteremtés
A modern gazdaságokban a pénzteremtés az egyes országokban illetve valutauniókban a gazdaság szükségleteinek megfelelő mennyiségű pénz előállítása. A pénzteremtés korunkban két módon mehet végbe: a központi bankok pénzkibocsátása (bankjegynyomtatás és a pénzérmék verése) illetve a kereskedelmi bankok hitelkibocsátása révén. A jegybankok által kibocsátott pénz a monetáris bázishoz (M0) tartozik. A gazdaságban forgó pénz nagyobb része a kereskedelmi bankok által a résztartalékolási bankrendszernek megfelelően kibocsátott hitel, ami több, mint a náluk elhelyezett betét. A kereskedelmi bankok által kibocsátott pénz a széles értelemben vett pénzhez, a pénzkínálathoz tartozik (M1, M2, M3, esetleg M4).
A bankok és a jegybank különböző módokon és indítékból teremthetnek pénzt: hitelezéskor, államkötvény vásárlásakor, devizatartalék-képzéskor, reáleszközök – ingatlan, részvény – vásárlásakor, kamatfizetéskor, saját tőkéjük növekedésekor. A bankok teremthetnek pénzt egymásnak, vagy akár saját maguknak is. Az államadósság növelése is pénzteremtés.

## Előzmények
A nemesfémre alapuló árupénz idején a pénzteremtés összefüggött a nemesfémek bányászatával és a pénzveréssel. A közgazdasági ismeretek hiányában túlzott mennyiségben kibocsátott arany- és ezüstpénz azonban inflációhoz vezethetett. Ennél gyakoribb volt a pénzhiány, amit az uralkodók gyakran a pénz rontásával, súlyának vagy nemesfém-tartalmának csökkentésével igyekeztek orvosolni, ami persze a pénz leértékelődésével járt.

## A modern pénzteremtés

### Központi bankok
A modern hitelpénz korában a központi bankok szorosan követik a gazdaság szükségleteit és a pénzkínálatot igyekeznek ezzel összhangba hozni. A pénzteremtés szabályozásának hagyományos eszköze a kereskedelmi bankok kötelező tartalékrátájának meghatározása a központi bank által. A modern pénzügyi világban azonban a központi bankok ennél sokkal áttelesebben, szofisztikáltabban gyakorolnak befolyást a kereskedelemi bankokra.
A mai fejlett országokban a nemzeti bank a kormányzat, közelebbről az államkincstár bankja és a monetáris politika gazdája. Egy központi bank nem mehet csődbe a saját pénznemében, mivel ő gyártja a pénzt, de csődbe mehet a nemzetközi fizetőeszközök tekintetében.
A fejlett országokban a központi bank egyik legfőbb célja az árszínvonal, az infláció kordában tartása.  A mai közgazdaságtudomány az éves inflációnak a 2-3%-os mértékét tartja optimálisnak, mivel az ennél alacsonyabb áremelkedés, illetve a defláció a gazdasági növekedés gátja lehet.
A jegybank készpénzt és számlapénzt egyaránt teremthet, míg a kereskedelmi bankok csak számlapénzt. A jegybank pénzteremtésének nincsen semmilyen korlátja, csak a gazdaság szükségletei: ezek figyelmen kívül hagyása a pénz elértéktelenedéséhez vezet.
A központi bank pénzteremtésének, a pénzkínálat növelésének túlnyomó része nem pénznyomtatás, hanem közvetett jellegű, a kereskedelmi bankok hitelkibocsátásának szabályozásán és más módszereken, pénzmultiplikátor mechanizmusokon keresztül. Fontos ilyen módszer a nyíltpiaci művelet, aminek során a jegybank állampapírokat vesz vagy ad el, és ezzel szabályozza a pénzkínálatot a gazdaságban, vagy a repó, amivel napi szinten szabályozható a készpénzmennyiség a gazdaságban.

### Kereskedelmi bankok
A kereskedelmi bankok a hitelkibocsátás révén teremtenek pénzt a pénzmultiplikátor (money multiplier) hatáson keresztül. A folyamat lényege az, hogy a résztartalékolási bankrendszer jegyében a kereskedelmi bankok a náluk elhelyezett betéteknek csak a központi bank által meghatározott százalékát kötelesek tartalékolni, a többiből hitelt nyújthatnak. Az adott, illetve felvett hitelek nagy része is (többnyire más) bankokba kerül betétként, amelyek aztán – a kötelező tartalékráta kivételével – újra kikölcsönzik. Ez a folyamat többször ismétlődik, és az újonnan kikölcsönzött pénz mindig új pénzt jelent. Ennek a folyamatnak a neve a multiplikátor hatás.

## Fordítás
Ez a szócikk részben vagy egészben  a   Money creation című angol Wikipédia-szócikk ezen változatának fordításán alapul.  Az eredeti cikk szerkesztőit annak laptörténete sorolja fel. Ez a jelzés csupán a megfogalmazás eredetét és a szerzői jogokat jelzi, nem szolgál a cikkben szereplő információk forrásmegjelöléseként.